# Корольковые манакины
Корольковые манакины (лат. Machaeropterus) — род воробьиных птиц из семейства Манакиновые.

## Описание
Оперение пёстрое. Шапочка на голове жёлтая, оранжевая или красная. Самцы токуют поодиночке или парами.

## Виды
В состав рода включают пять видов:
- Machaeropterus deliciosus (P.L.Sclater, 1860) — Красношапочный корольковый манакин
- Machaeropterus pyrocephalus (P.L.Sclater, 1852) — Огненношапочный корольковый манакин
- Machaeropterus eckelberryi Lane, Kratter & O’Neill, 2017
- Machaeropterus regulus (Hahn, 1819) — Пёстрый корольковый манакин
- Machaeropterus striolatus (Bonaparte, 1838)